# Acanthocephaloides spinicaudatus
Acanthocephaloides spinicaudatus is een soort haakworm uit de familie Arhythmacanthidae. De wetenschappelijke naam van de soort werd voor het eerst geldig gepubliceerd in 1954 door Cable en Quick als Neoacanthocephaloides spinicaudatus.